# Кірегасі
Кірега́сі (рос. Кирегаси, чув. Кĕрекаç) — присілок у складі Красноармійського району Чувашії, Росія. Входить до складу Убеєвського сільського поселення.
Населення — 33 особи (2010; 43 у 2002).
Національний склад:
- чуваші — 96 %